# نبرد اولای
نبرد رودخانه اولای (انگلیسی: Battle of Ulai) (که در دوران معاصر کرخا یا رودخانه کرخه نامیده می‌شود)، همچنین به عنوان نبرد تیل-توبا یا نبرد تولیز شناخته می‌شود، در سال ۶۵۳ قبل از میلاد، بین امپراتوری آشور به رهبری آشوربانی‌پال به پادشاهی عیلام که متحد بابل بود، حمله کرد. نتیجه، پیروزی قاطع آشوریان بود. تمتی هومبان اینشوشینک یکم پادشاه عیلام و پسرش تاماریتو در این جنگ کشته شدند.

## پیش زمینه
تحت فرمانروایی تیگلات-پیلسر سوم (۷۴۴–۲۷ پ. م) تا آشور-اوبالیت دوم (۶۱۱ پ. م) آشور برای حفظ کنترل نزدیکترین همسایه خود بابل تلاش کرد. در شورشی علیه حکومت سناخریب (۶۸۱–۷۰۴) در بابل، موشزیب-مردوک کلدانی تاج و تخت را به دست گرفت و ائتلافی متشکل از کلدانیان، آرامی‌ها، ایلامی‌ها و بابلی‌ها تشکیل داد و در سال ۶۹۱ در نزدیکی شهر هلول به نبرد رفت. ائتلاف شکست خورد و سناخریب لشکرکشی ۱۵ ماهه را علیه بابل آغاز کرد و کاخ‌ها را غارت کرد و معابد را به آتش کشید. پسر سناخریب، اسرحدون (۶۸۰–۶۹) تلاش کرد تا بابل را بازسازی کند و خود را به عنوان پادشاه تثبیت کند. جانشینان او آشوربانیپال (۲۷–۶۶۸) بود که کنترل نینوا را به دست گرفت و شمش-شوم-اوکین که مدعی سلطنت در بابل بود و به بازسازی آن ادامه داد. در حالی که بابل از نظر فنی مستقل از آشور بود، مکاتبات بین دو برادر نشان می‌دهد که آشوربانیپال بابل را به عنوان یک دولت تابعه می‌دید و بر آن کنترل داشت. البته شمش-شوم-اوکین در پی فرصتی برای شورش علیه برادر بود.
چند سال قبل، تمتی هومبان اینشوشینک یکم (یا تئومن، ۶۶۴–۶۵۳ پ. م)، دشمن شناخته شده آشور، تاج و تخت ایلام را غصب کرده بود و پسران اورتاکی را مجبور به فرار به نینوا، پایتخت آشور، کرد. تئومن خواستار استرداد آنها شد، اما آشوربانیپال نپذیرفت. تئومن در حدود سال ۶۷۵ قبل از میلاد لشکرکشی را علیه ناید مردوک، فرمانروای دست نشانده آشور در سیلند آغاز کرد. پس از بیرون راندن آشوریان، تئومن نابو-وسلیم را در اور بر تخت سلطنت نشاند.

## نبرد و نتایج
تئومن، نابو-اوسالیم و شمش-شوم-اوکین همگی یک ائتلاف تشکیل دادند و علیه آشوربانیپال لشکرکشی کردند و از نیروهای او در سواحل رودخانه اولای شکست خوردند. تئومن در نبرد کشته شد و سرش را به نینوا بردند و در دربار آشوربانیپال به نمایش گذاشتند. آشوربانیپال لشکرکشی ۴ ساله علیه بابل آغاز کرد و کندلانو را به جای برادرش بر تخت سلطنت نشاند. شوش، پایتخت ایلام در سال ۶۴۷ قبل از میلاد غارت شد و ایلام هرگز نتوانست قدرت خود را بازیابد تا اینکه یک قرن بعد هخامنشیان آن را فتح کردند.

### نقش برجسته
نبرد اولای به دلیل نقش برجسته‌ای که در کاخ آشوربانیپال در نینوا پیدا شده‌است به خوبی شناخته شده‌است. در این نقش برجستهٔ بی نظم شکنجه و مرگ تعداد بیشماری از سربازان دشمن را به تصویر می‌کشد. سر بریده تئومن را می‌توان تقریباً در هر تابلویی از جمله تابلویی که ضیافت پیروزی پادشاه را به تصویر می‌کشد یافت. این با تبلیغات آشوری «که بینندگان را ترغیب می‌کند که از قدرت آشوری بترسند» مطابقت دارد.

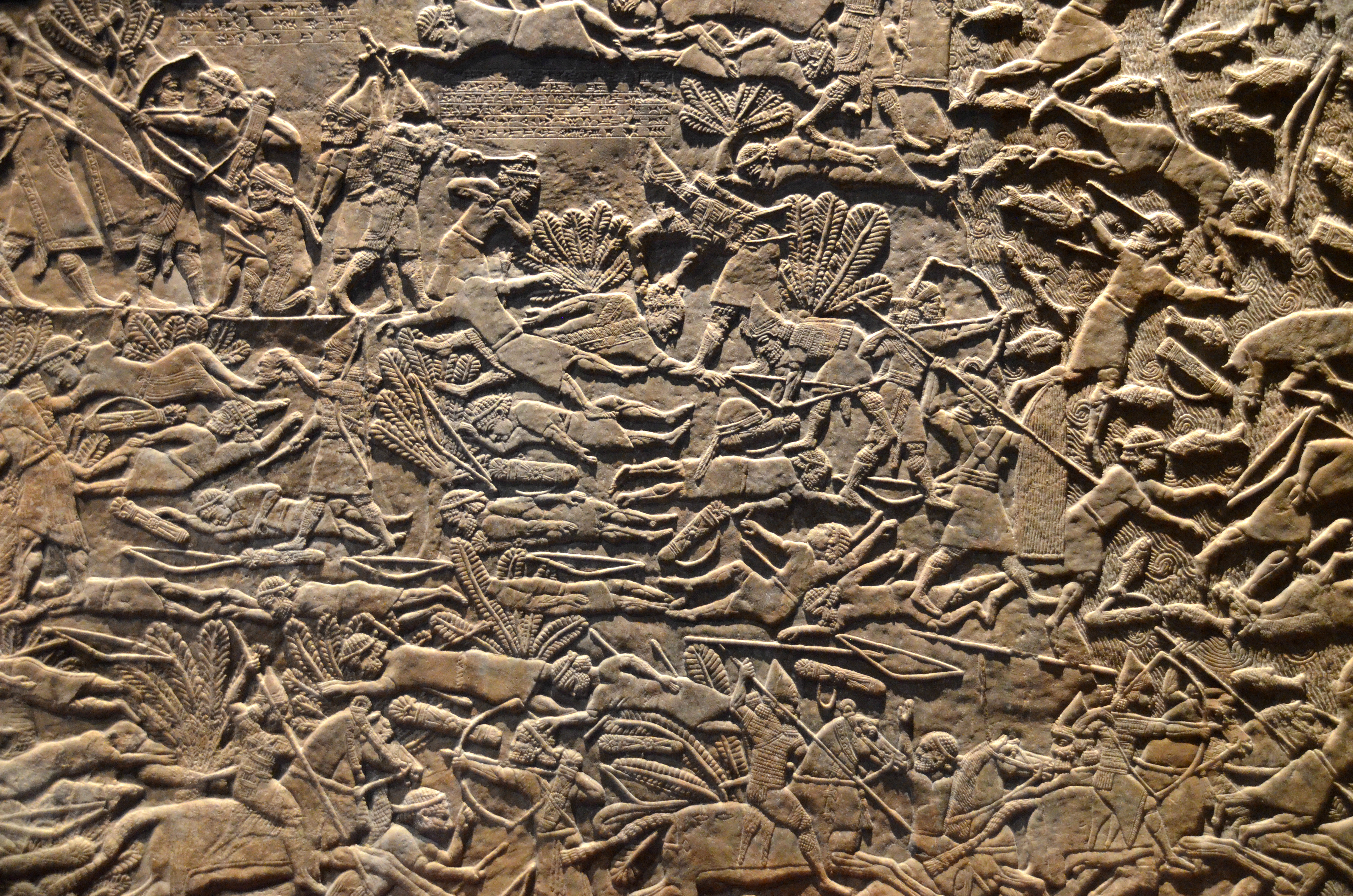
صحنه نبرد
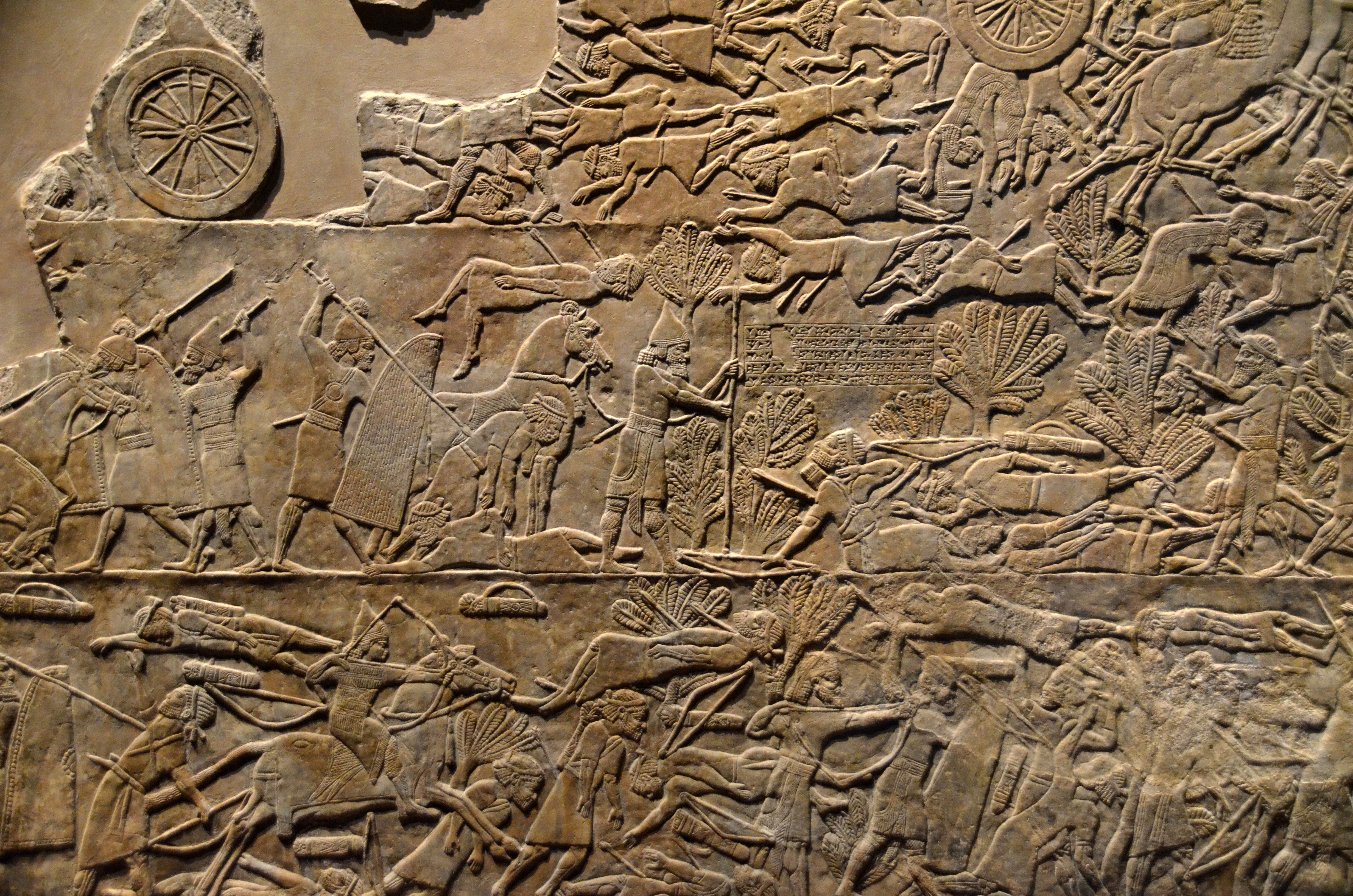
صحنه نبرد
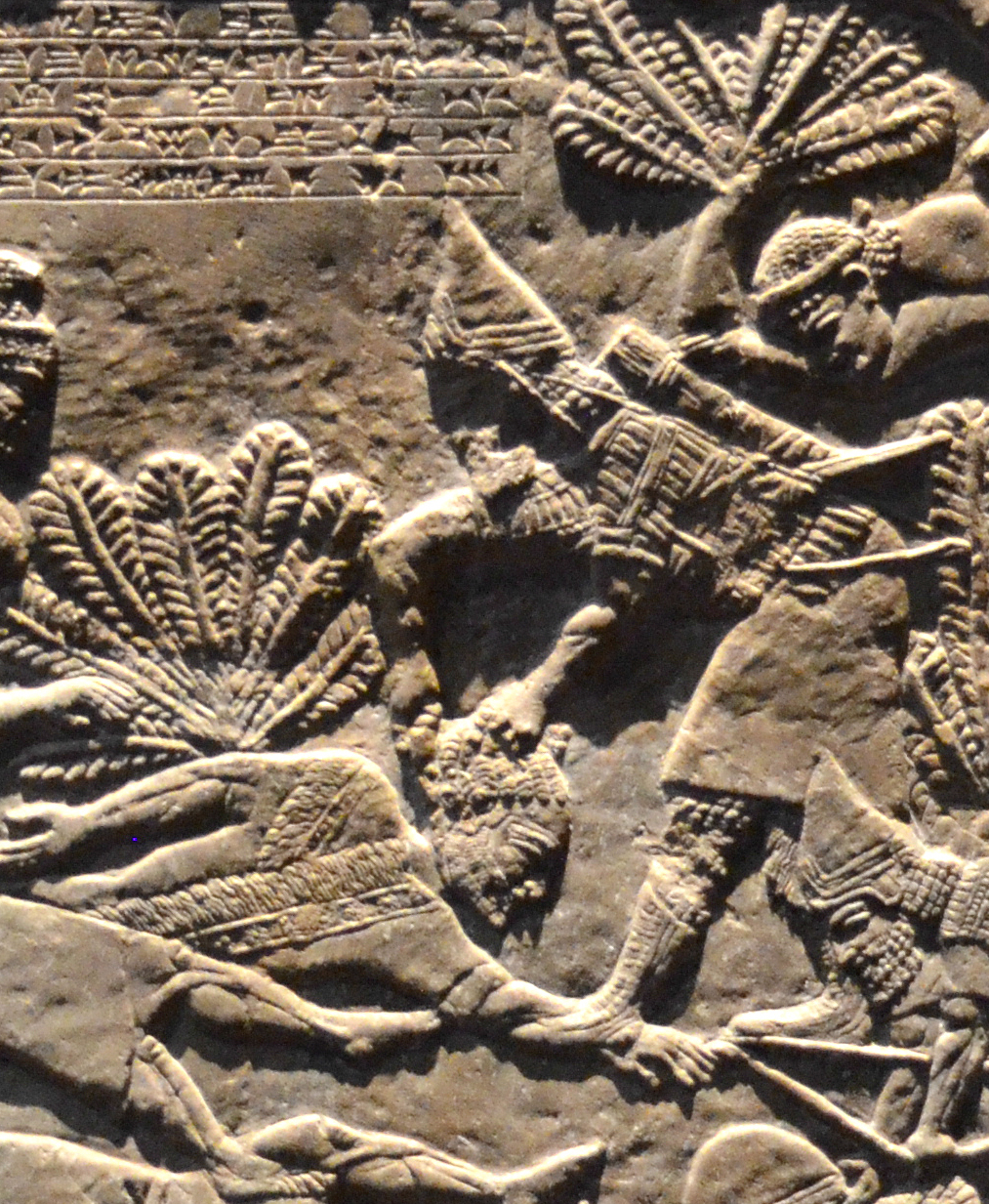
بریدن سر تئومن پادشاه ایلام
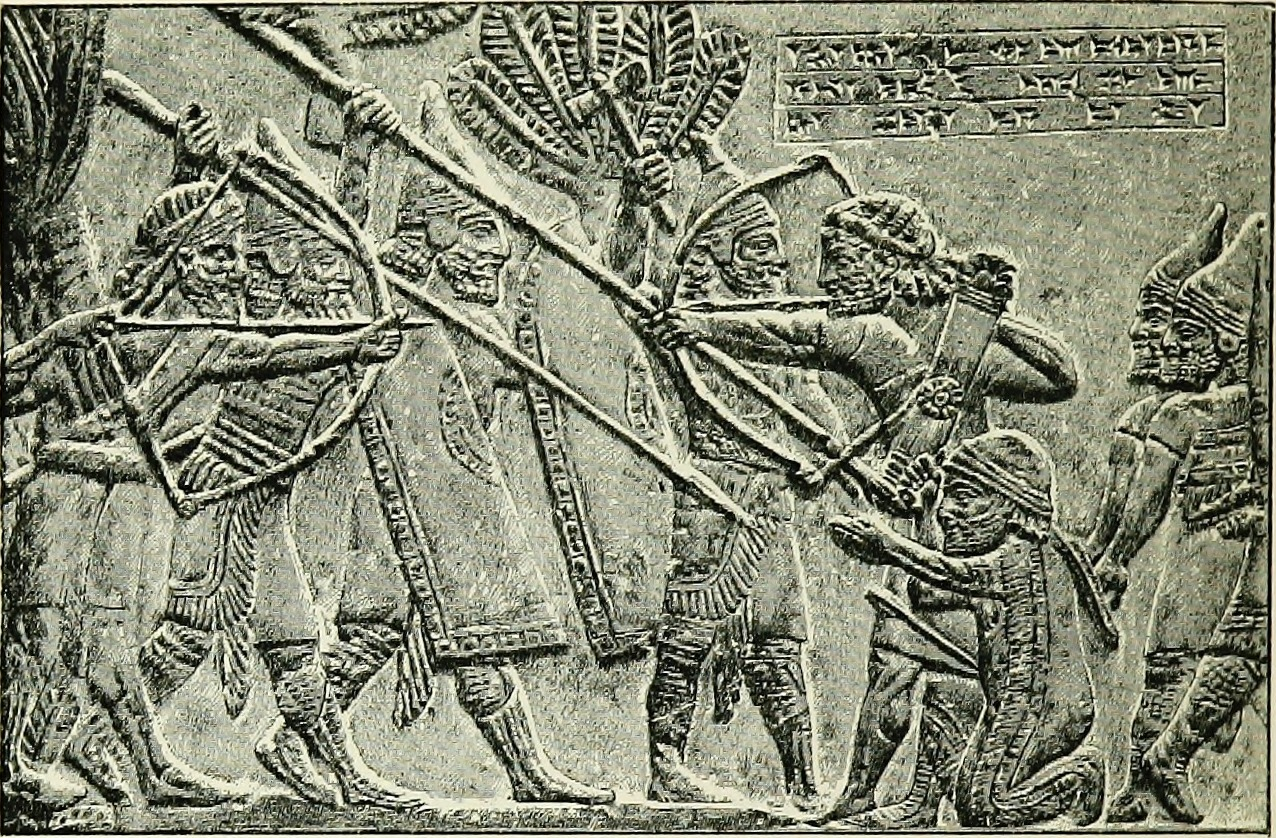
آخرین تیر تئومن و پسرش
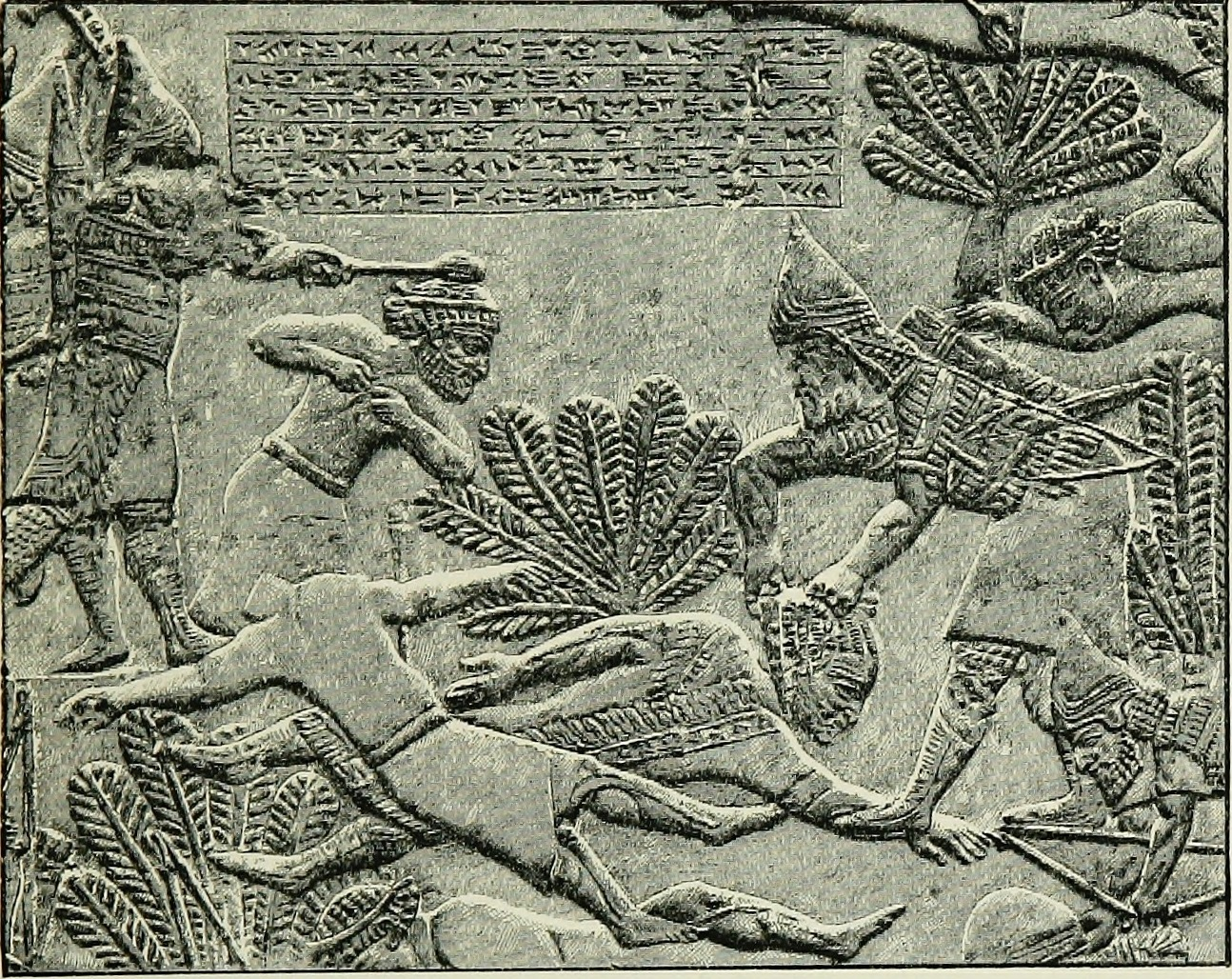
مرگ تئومن و پسرش تحت فرمان آشوربانیپال
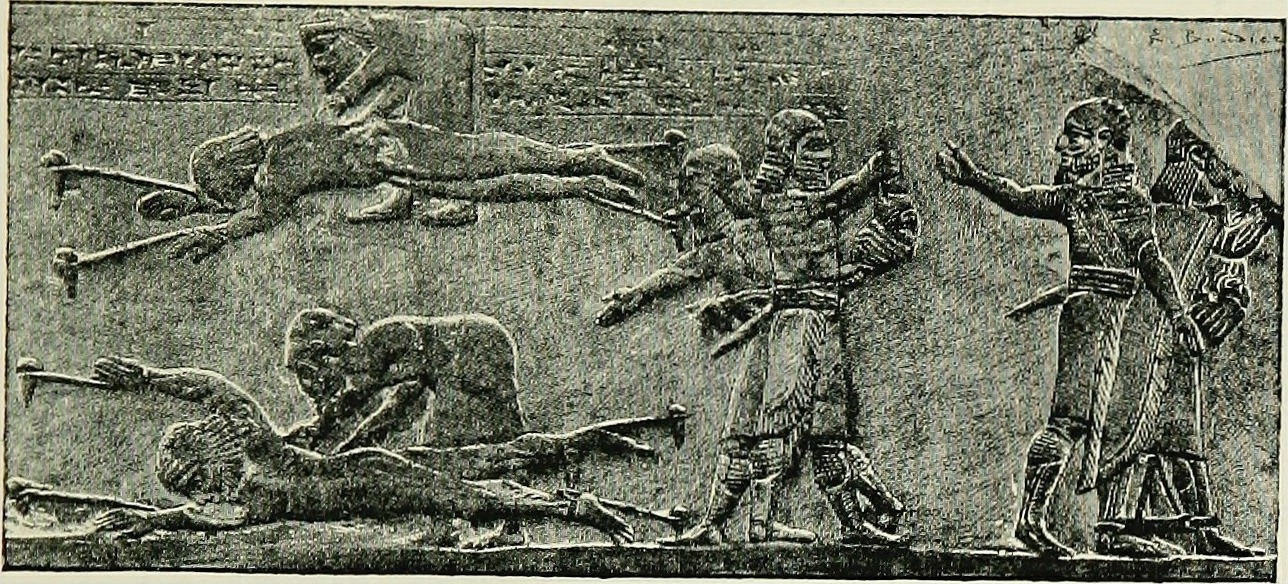
دو تن از سران ارتش ایلام در حال شکنجه شدن
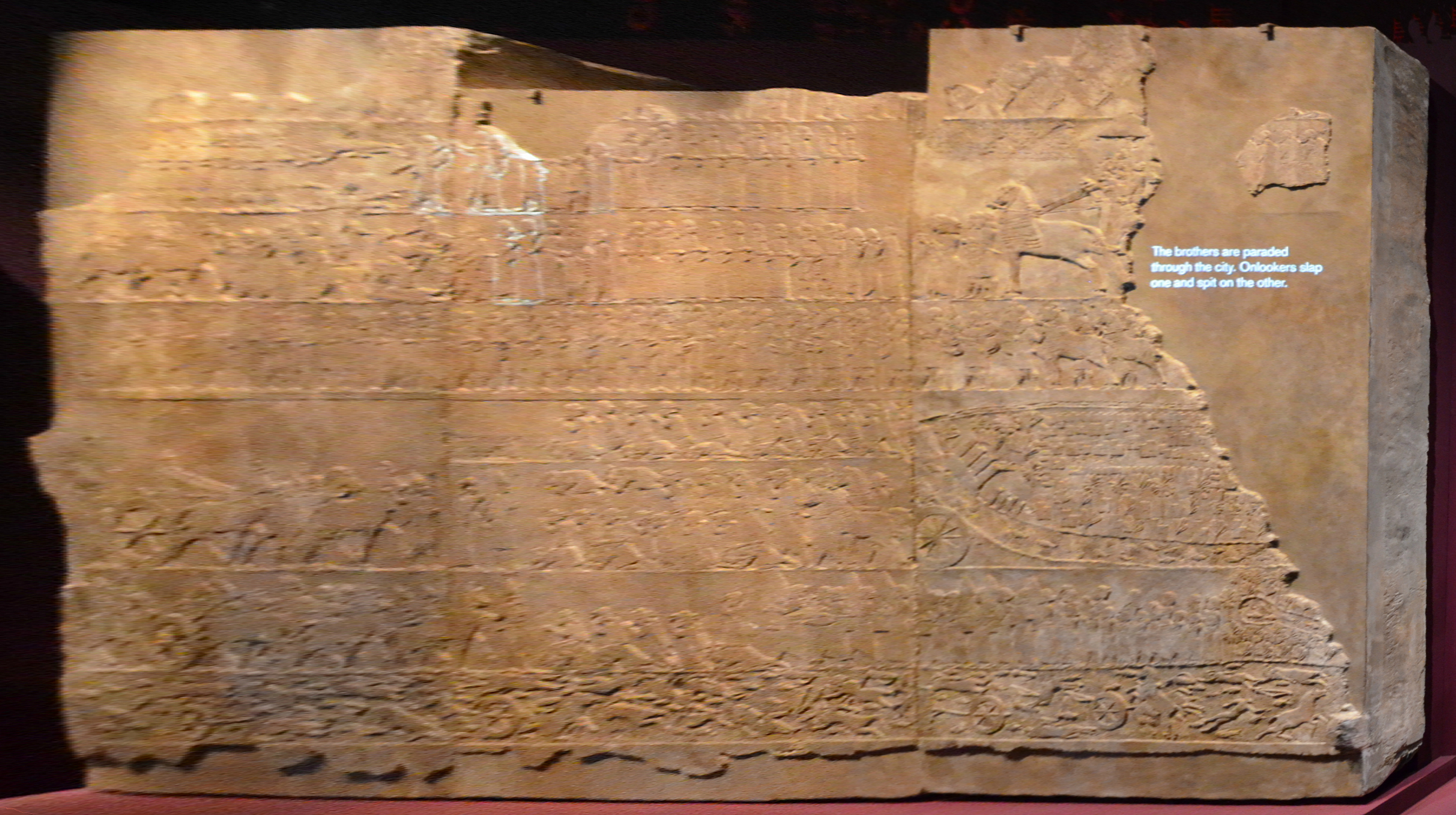
نبرد اولای و تاجگذاری هومبان نیکش دوم